# Musikjahr 1524
Liste der Musikjahre

◄◄ | ◄ | 1520 | 1521 | 1522 | 1523 | Musikjahr 1524 | 1525 | 1526 | 1527 | 1528 | ► | ►►

Weitere Ereignisse
Dieser Artikel behandelt das Musikjahr 1524.

## Ereignisse
- Martin Agricola ist Musiklehrer in Magdeburg.
- Cosmos Alder wird Sänger (nicht Kantor) am Stift St. Vinzenz in Bern.
- Bonifacius Amerbach, der zuvor in Basel und Freiburg im Breisgau studiert hatte, beendet von 1519 bis 1525 seine Ausbildung an der Universität Avignon, wo er Schüler von Andreas Alciatus ist. Sein Studium wird er mit einer Promotion zum Doktor beider Rechte abschließen.
- Jakob Arcadelt ist von 1516 bis 1524 Chorknabe (vicariot) unter den Chorleitern Lambert Masson und Charles de Niquet an der Kollegiatkirche St. Aubain seiner Heimatstadt Namur.
- Eustorg de Beaulieu hält sich ab 1524 in Tulle auf. Sein später erschienenes Werk Les Divers Rapportz enthält mehrere an bekannte Persönlichkeiten der Stadt gerichtete Huldigungsgedichte.
- Hans Buchner ist Domorganist am Münster zu Unserer Lieben Frau in Konstanz.
- Marco Cara steht seit 1495 und bis 1525 als Lautenvirtuose im Dienst der Familie Gonzaga in Mantua, die zu seiner Zeit Künstler aller Richtungen fördert.
- Marco Antonio Cavazzoni wirkt zwischen 1517 und 1524 in Venedig als Sänger am Markusdom und Organist an Santo Stefano.
- Nicolas Champion ist als Kanoniker-Kantor in Lier Nachfolger des verstorbenen Kantors Nicolas de Leesmeester. Er bleibt weiterhin zeitweilig im Dienst der Hofkapelle Karls V. Sein letzter bekannter Auftrag für diesen Hof ist es 1524, nach dem Tod des Komponisten Nicole Carlier, einen neuen Singmeister und sechs neue Sänger zu suchen, wobei er für die Stellung des Singmeisters möglicherweise seinen Bruder Jacobus gewinnen kann.
- Wolfgang Dachstein, der im Frühjahr 1523 das Kloster verlassen und sich der Reformation angeschlossen hat, heiratet 1524.
- Jehan Daniel erhält die Organistenstelle an der Kathedrale von Angers, die er bis 1540 innehaben wird.
- Sixt Dietrich ist in Konstanz Diakon und Lehrer der Chorknaben in Musik und Latein.
- Antonius Divitis ist Sänger der Hofkapelle des französischen Königs Franz I.
- Pedro de Escobar steht in Portugal im Dienste des Monarchen Manuel I. (Portugal). Er ist Lehrer der Knaben an der Kapelle seines Sohnes Alfonso.
- Heinrich Finck erhält eine Anstellung in der Hofkapelle von Kardinal Lang in Salzburg, der 1519 zum Erzbischof von Salzburg aufgestiegen ist.
- Georg Forster ist Mitglied der Heidelberger Kantorei von Kurfürst Ludwig X., welche unter Leitung des Kapellmeisters und Komponisten Lorenz Lemlin steht. Er erhält dort eine gründliche musikalische Ausbildung. Zu seinen Mitschülern gehören unter anderen Caspar Othmayr, Jobst von Brandt und Stefan Zirler, was zu einer lebenslangen Freundschaft mit diesen Komponisten führt.
- Lupus Hellinck ist Succentor an der Liebfrauenkirche in Brügge und seit dem 17. Juni 1523 an der Hauptkirche St. Donatian, was mit den Aufgaben der Chorleitung und des Unterrichts der Chorknaben verbunden ist.
- Nikolaus Herman ist Kantor und Lehrer an der Lateinschule in St. Joachimsthal.
- Paul Hofhaimer ist spätestens seit 1522 Domorganist am Salzburger Dom im Dienst von Fürsterzbischof Kardinal Matthäus Lang von Wellenburg.
- Hans Kugelmann, der in den Diensten des Hauses Fugger in Augsburg stand, wird 1524 Trompeter und Hofkomponist beim Markgrafen Albrecht in Königsberg.
- Erasmus Lapicida, der um das Jahr 1521 vom Habsburger Erzherzog Ferdinand I. (Regierungszeit als Erzherzog 1521–1531) am Schottenkloster in Wien eine Präbende verliehen bekam, lebt dort die 26 restlichen Jahre seines Lebens.
- Georg Liban hält Vorlesungen an der Universität Krakau und ist von etwa 1506 bis 1528 an der Schule der Marienkirche als Kantor, ab 1514 als Rektor tätig. Er unterrichtet lateinische Prosodie, Griechisch und Musik.
- Johannes Lupi studiert ab dem 28. August 1522 an der philosophischen Fakultät der Universität Löwen eine der vier Paedagogia.
- Jean l’Héritier lebt in Mantua.
- Jachet de Mantua steht in den Jahren 1524 und 1525 als „Iachetto cantore“ in den Diensten der Herzogsfamilie d’Este in Ferrara.
- Francesco Canova da Milano, der für Papst Leo X. und auch für Papst Hadrian VI. gearbeitet hatte, verbleibt wahrscheinlich auch während der Regentschaft Clemens VII. in Rom.
- Anton Musa arbeitet als Pfarrer an der Moritzkirche in Taucha. Als man den Prediger Martin Reinhart (* 1500) wegen seiner Nähe zu Andreas Bodenstein und Thomas Müntzer am 23. Oktober 1524 aus Jena vertreibt, übernimmt Musa dessen Predigtamt. Er ist auch kirchenmusikalisch tätig. 1524 gibt er in Erfurt ein Gesangbuch mit 22 Liedern heraus.
- Nicolas Payen ist wahrscheinlich zwischen 1522 und 1529 Chorknabe bei der capilla flamenca von Kaiser Karl V.
- Diego Pisador wirkt ab 1524 als Beamter (mayordomo) der Stadt Salamanca.
- Matteo Rampollini ist seit 1520 Nachfolger von Bernardo Pisano als Leiter des Knabenchores an der Kathedrale Santa Maria del Fiore in Florenz.
- Claudin de Sermisy tauscht das Kanonikat von Notre-Dame-de-la-Ronde in Rouen gegen ein Kaplansamt in der Kirche von Camberon in der Nähe von Abbeville. Er ist weiterhin – wie Antonius Divitis – Mitglied der Hofkapelle von König Franz I. von Frankreich.
- Crispinus van Stappen, der seit Juli 1509 und prinzipiell bis an sein Lebensende an der Kathedrale von Cambrai tätig ist, hat 1524/25 eine kurze Anstellung als Kapellmeister an Santa Casa in Loreto.
- John Taverner ist in den Jahren 1524/1525 Mitglied im Collegiate Choir von Tattershall im Süden der englischen Grafschaft Lincolnshire.
- Philippe Verdelot ist seit März 1522 Maestro di capella am Baptisterium des Doms Santa Maria del Fiore in Florenz und spätestens ab April 1523 hat er das gleiche Amt am Dom selbst. Damit hat Verdelot die beiden wichtigsten kirchenmusikalischen Ämter der Stadt auf sich vereinigt und übt diese vermutlich bis Mitte 1527 aus.
- Matthias Hermann Werrecore bekommt am 22. März 1524 von Herzog Francesco II. Sforza ein Kanonikat an der Kirche San Michele di Busto Arsizio in der Stadt Gallarate nordwestlich von Mailand. Dieses Ereignis ist der Anfang einer langjährigen Förderung des Komponisten durch den herzoglichen Hof, die bis 1548 andauert.
- Adrian Willaert ist Mitglied der Hofkapelle des Herzogs von Ferrara, Alfonso I. d’Este.

## Gesangbücher und geistliche Lieder

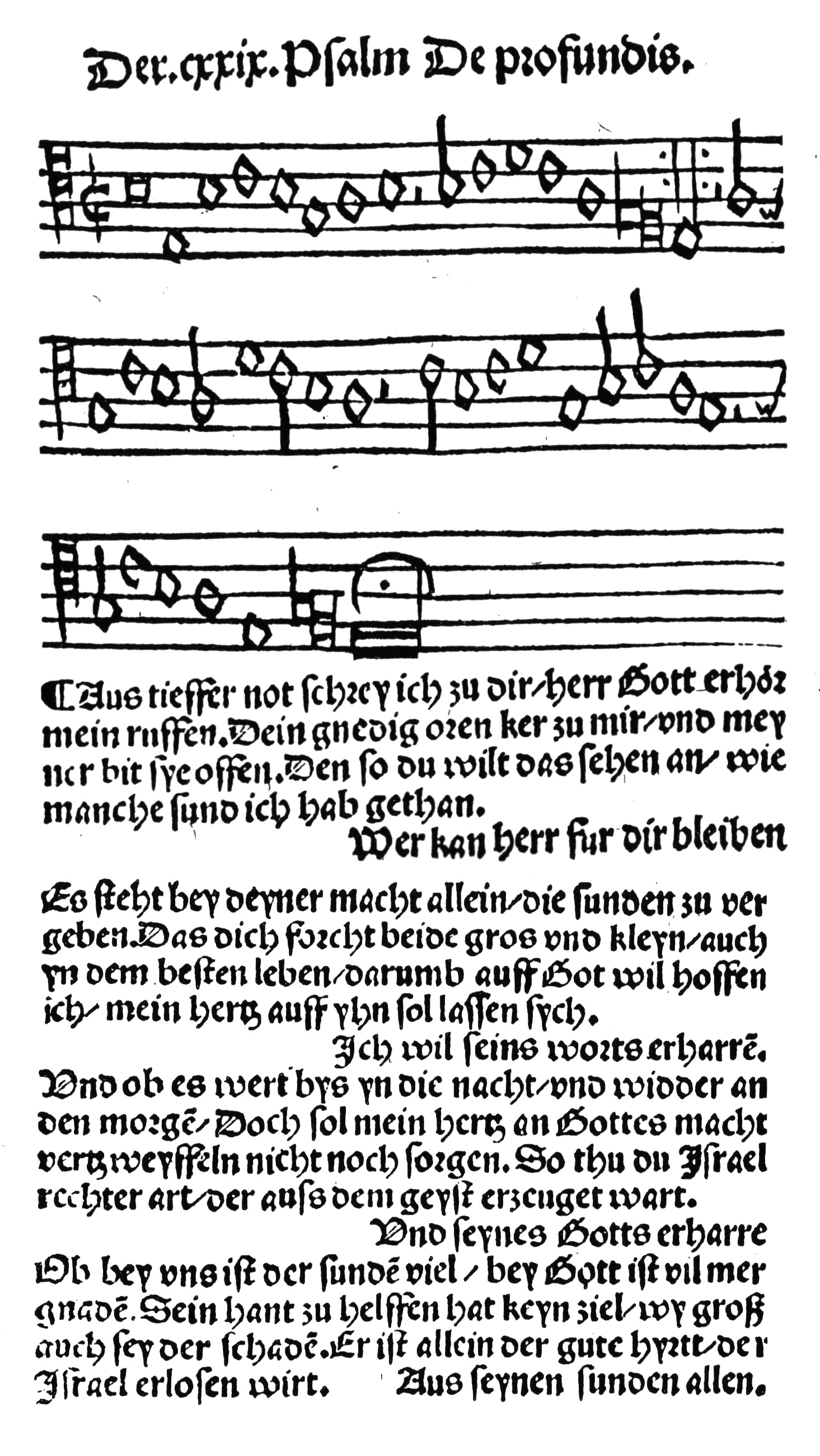
Martin Luther – Aus tiefer Not im Erfurter Enchiridion
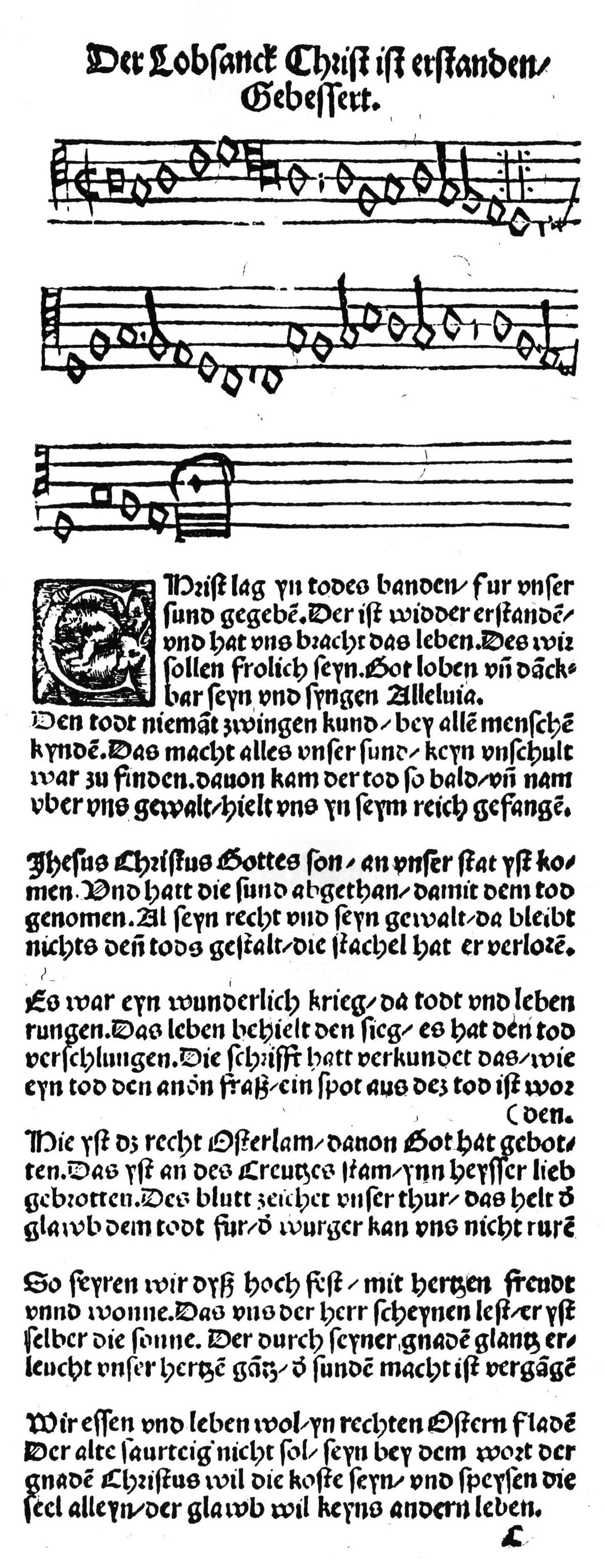
Martin Luther – Christ lag yn todes banden im Erfurter Enchiridion
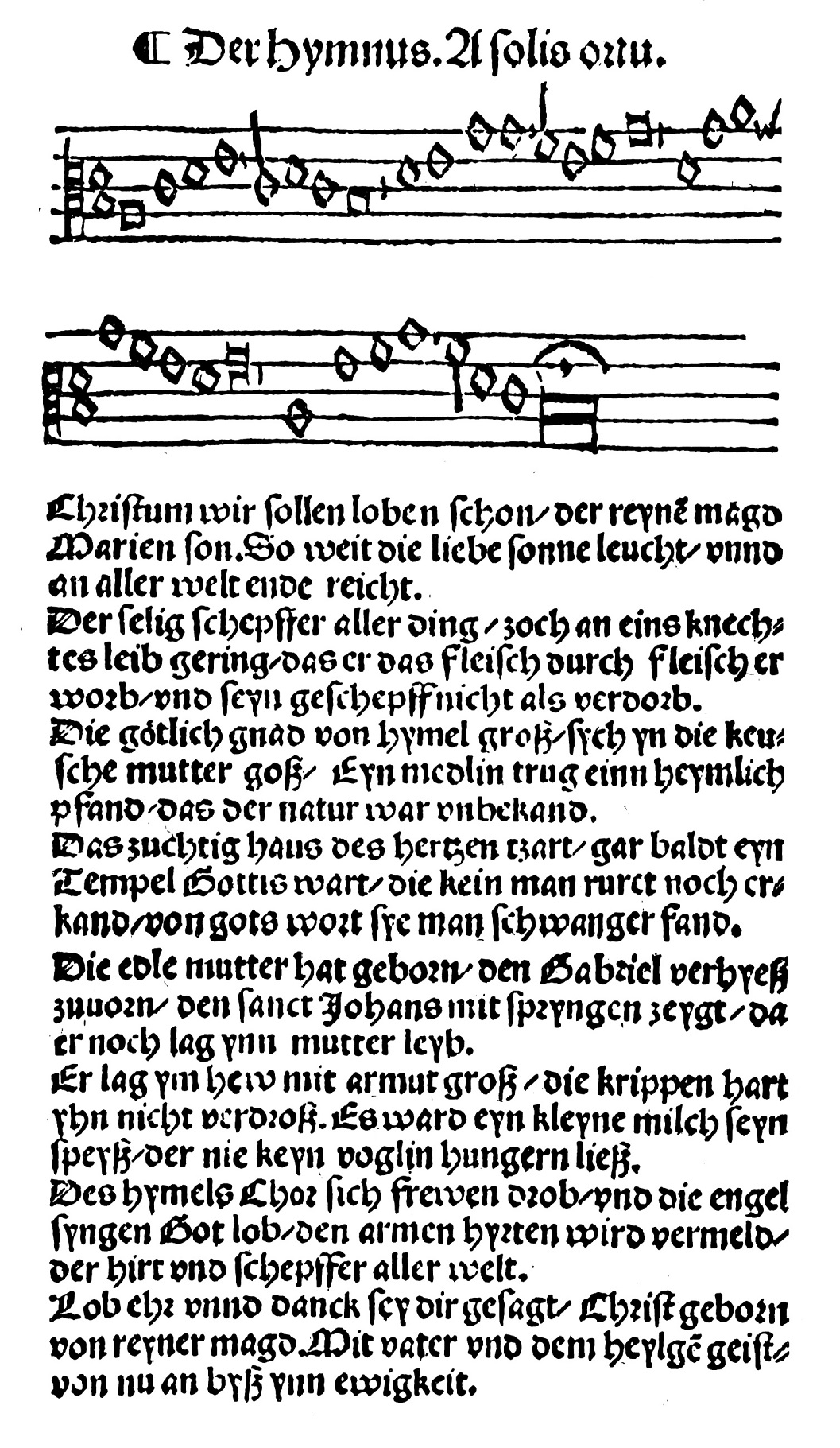
Martin Luther Christum wir sollen loben schon im Erfurter Enchiridion
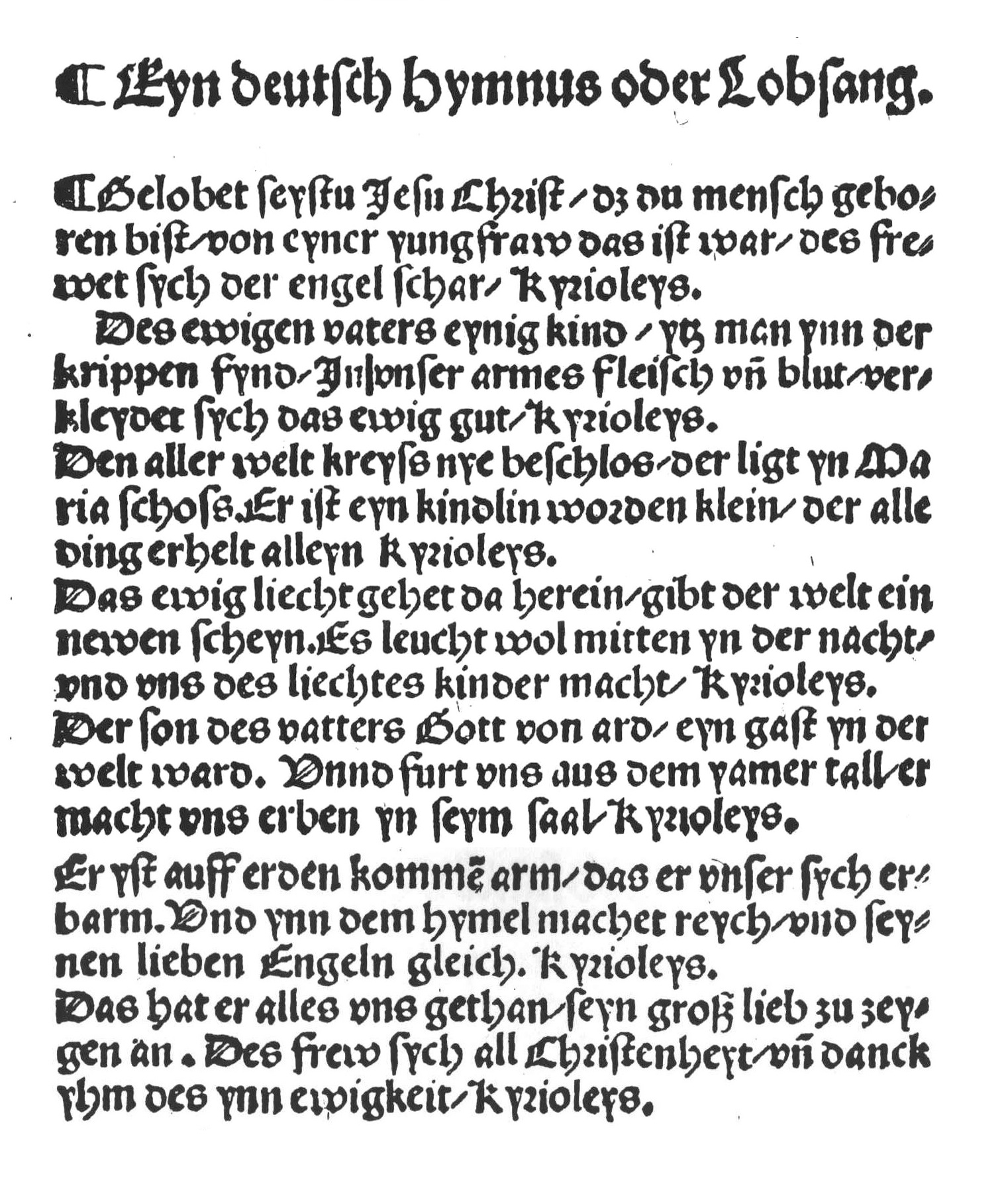
Martin Luther – Gelobet seystu Jesu Christ im Erfurter Enchiridion
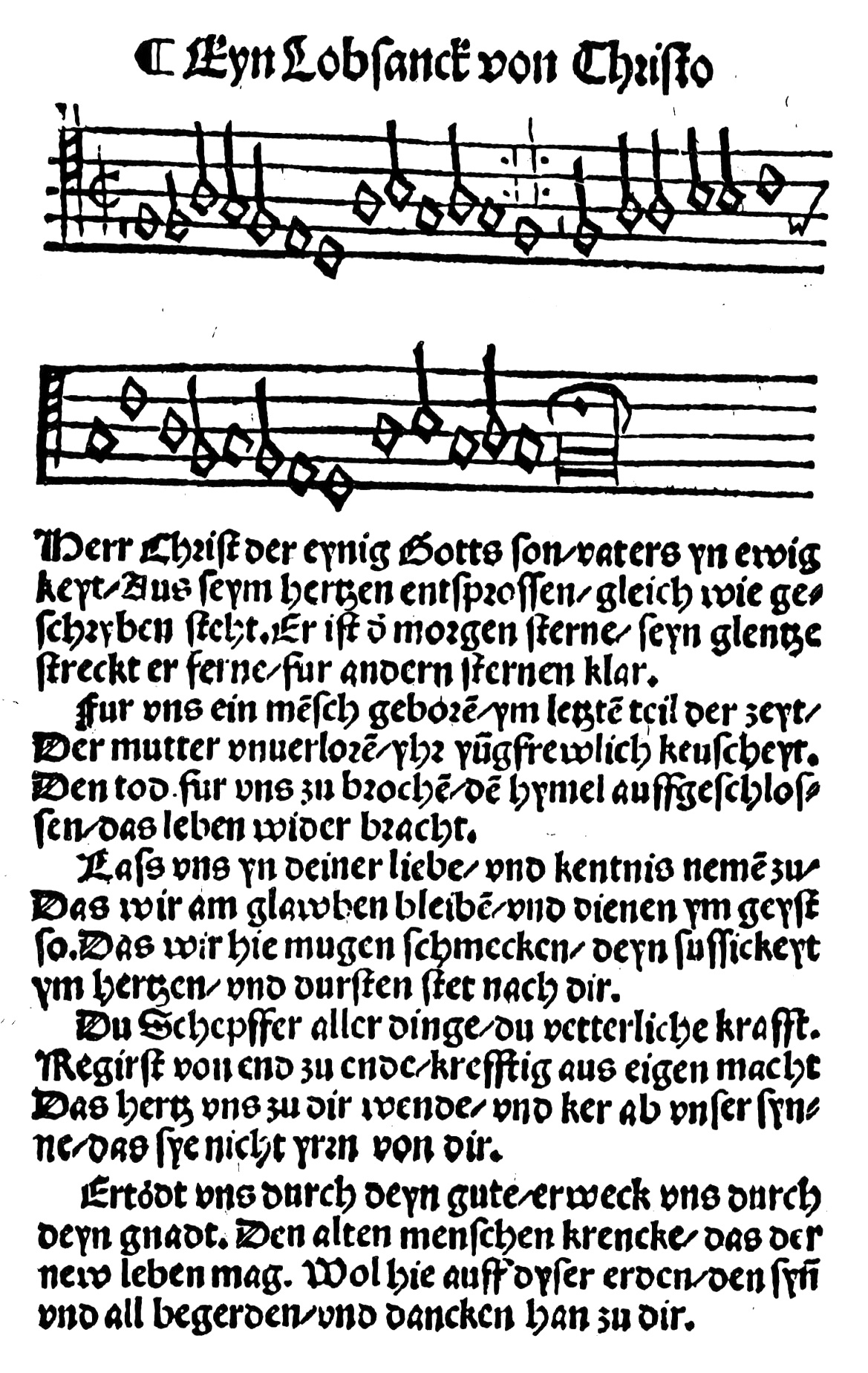
Martin Luther Herr Christ, der einig Gotts Sohn im Erfurter Enchiridion

- Das um die Jahreswende komponierte Kirchenlied Aus tiefer Not schrei ich zu dir von Martin Luther erscheint im Druck.
- In zwei konkurrierenden Ausgaben von Johannes Loersfeld beziehungsweise Matthes Maler erscheint in Erfurt das Erfurter Enchiridion, eines der ersten protestantischen Gesangbücher. Im gleichen Jahr erscheinen in Nürnberg das Achtliederbuch mit acht Liedern von Martin Luther und in Wittenberg Eyn geystlich Gesangk Buchleyn von Johann Walter mit einem Vorwort und mehreren Kompositionen von Martin Luther.
- Martin Luther verfasst das Osterlied Christ lag in Todes Banden und die Weihnachtslieder Christum wir sollen loben schon und Gelobet seist du, Jesu Christ.
- Elisabeth Cruciger verfasst den Text zum Choral Herr Christ, der einig Gotts Sohn.
- Martin Luther dichtet drei weitere Strophen zum aus dem 13. Jahrhundert stammenden Kirchenlied Nun bitten wir den Heiligen Geist.

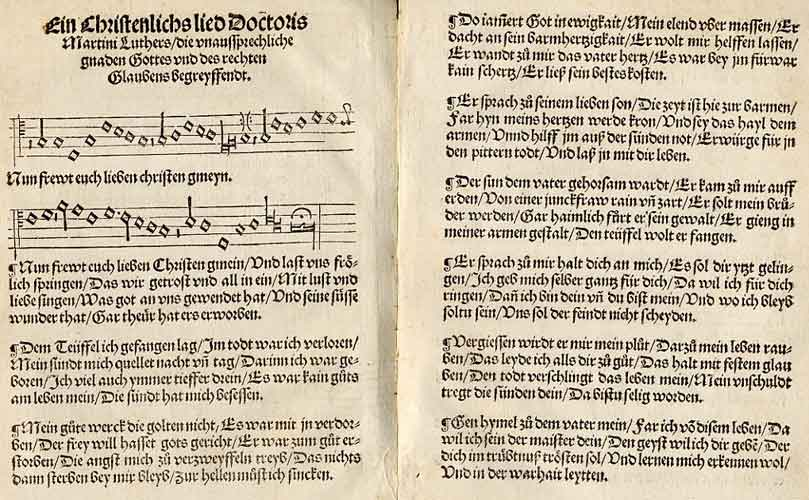
Martin Luther – Nun freut euch, lieben Christen gmein im Achtliederbuch
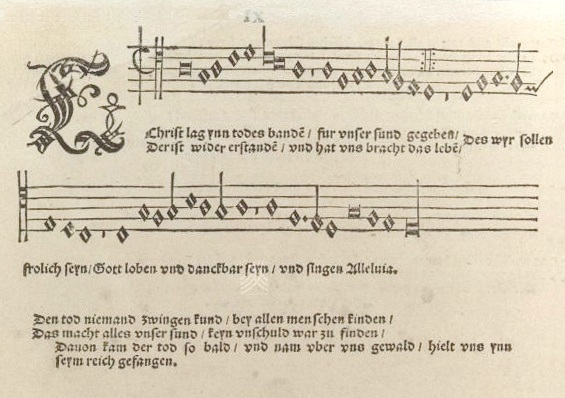
Martin Luther – Christ lag in Todesbanden (Tenorstimme) im Geystliche gesangk Buchleyn (Walthersches Gesangbuch)
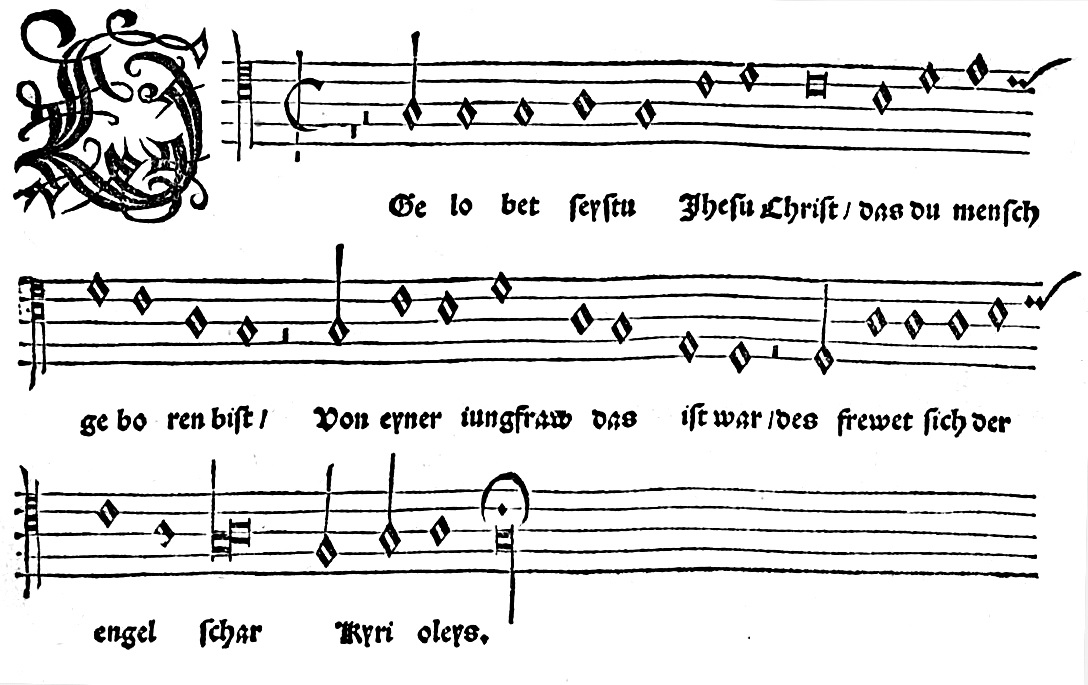
Martin Luther – Gelobet seystu Jhesu Christ im Geystliche gesangk Buchleyn (Walthersches Gesangbuch)

## Instrumentalwerke

### Für Orgel
- Leonard Kleber – Kleber Orgelbuch: Noten und Audiodateien im International Music Score Library Project

## Vokalwerke

### Geistlich
- Gasparo Alberti – Missa de Sancto Roccho für sechs Stimmen
- Elisabeth Cruciger – Herr Christ, der einig Gotts Sohn
- Jobst Gutknecht – Achtliederbuch, Nürnberg
- Erhard Hegenwald – Erbarm dich meyn o herre got: Noten und Audiodateien im International Music Score Library Project
- Johannes Loersfeld bzw. Matthes Maler – Erfurter Enchiridion, Erfurt
- Martin Luther
  - Aus tiefer Not schrei ich zu dir
  - Christ lag in Todes Banden
  - Christum wir sollen loben schon
  - Gelobet seist du, Jesu Christ
  - Nun bitten wir den Heiligen Geist (Dichtung von drei zusätzlichen Strophen)

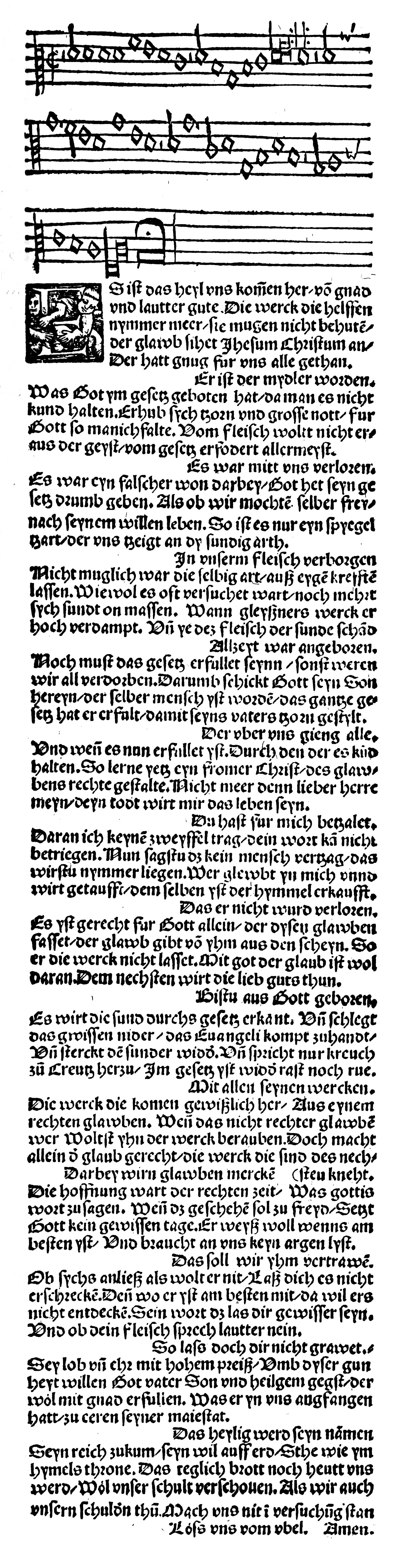
„ES iſt das heyl vns kom̃en her“ im Erfurter Enchiridion, 1524

- Johann Walter – Eyn geystlich Gesangk Buchleyn (Wittenberg): Noten und Audiodateien im International Music Score Library Project, darin:
  - Ach Gott vom Himmel sieh darein: Noten und Audiodateien im International Music Score Library Project
  - Aus tieffer Not: Noten und Audiodateien im International Music Score Library Project
  - Christum wir sollen loben schon: Noten und Audiodateien im International Music Score Library Project
  - Deus misereatur nostri: Noten und Audiodateien im International Music Score Library Project
  - Deus qui sedes super thronum: Noten und Audiodateien im International Music Score Library Project
  - Dis sind die heiligen zehn Gebot: Noten und Audiodateien im International Music Score Library Project
  - Durch Adams Fall ist ganz verderbt: Noten und Audiodateien im International Music Score Library Project
  - Ein neues Lied wir heben an: Noten und Audiodateien im International Music Score Library Project
  - Erbarm dich mein, o Herre Gott: Noten und Audiodateien im International Music Score Library Project
  - Ein neues Lied wir heben an: Noten und Audiodateien im International Music Score Library Project
  - Es ist das Heil uns kommen her: Noten und Audiodateien im International Music Score Library Project
  - Es spricht der Unweisen Mund wohl: Noten und Audiodateien im International Music Score Library Project
  - Es woll uns Gott genädig sein: Noten und Audiodateien im International Music Score Library Project
  - Festum nunc celebre: Noten und Audiodateien im International Music Score Library Project
  - Fröhlich wollen wir Alleluja singen: Noten und Audiodateien im International Music Score Library Project
  - Gelobet seist du, Jesu Christ: Noten und Audiodateien im International Music Score Library Project
  - Gott der Vater wohn uns bei: Noten und Audiodateien im International Music Score Library Project
  - Gott sei gelobet und gebenedeiet: Noten und Audiodateien im International Music Score Library Project
  - Herr Christ, der einig Gottes son: Noten und Audiodateien im International Music Score Library Project
  - Hilf Gott, wie ist der menschen not: Noten und Audiodateien im International Music Score Library Project
  - In Gott gelaub ich: Noten und Audiodateien im International Music Score Library Project
  - Jesus Christus unser Heiland: Noten und Audiodateien im International Music Score Library Project
  - Jesus Christus, unser Heiland, der den Tod überwandt: Noten und Audiodateien im International Music Score Library Project
  - Komm Gott schöpfer: Noten und Audiodateien im International Music Score Library Project
  - Mensch, wiltu legen seliglich: Noten und Audiodateien im International Music Score Library Project
  - Mit fried und freud ich far dahin: Noten und Audiodateien im International Music Score Library Project
  - Mitten wir im leben sind: Noten und Audiodateien im International Music Score Library Project
  - Nu bitten wir den heiligen geist à 5: Noten und Audiodateien im International Music Score Library Project
  - Nu bitten wir den heiligen geist à 6: Noten und Audiodateien im International Music Score Library Project
  - Nu freut euch lieben Christen gmein: Noten und Audiodateien im International Music Score Library Project
  - Nu kom, der heiden Heiland: Noten und Audiodateien im International Music Score Library Project
  - Vivo ego dicit Dominus: Noten und Audiodateien im International Music Score Library Project
  - Wer Gott nicht mit uns: Noten und Audiodateien im International Music Score Library Project
  - Wir gleuben al an einen Gott: Noten und Audiodateien im International Music Score Library Project
  - Wol dem der in Gottes furchte sieht: Noten und Audiodateien im International Music Score Library Project

### Weltlich
- Adam Rener – Ach ainigs ain: Noten und Audiodateien im International Music Score Library Project
- Petrus Tritonius – Hymnarius: durch das ganntz Jar verteutscht, nach gewöndlicher weyß unnd Art zw synngen, so yedlicher Hymnus, Gemacht ist, Schloss Siegmundslust bei Schwaz, „Hymnarius von Sigmundslust“

## Musiktheoretische Schriften
- Pietro Aaron: Trattato della natura e cognitione di tutti gli tuoni di canto figurato, 1524/1525
- Sebastian z Felsztyna – Opusculum musices noviter congestum: Noten und Audiodateien im International Music Score Library Project

## Geboren

### Genaues Geburtsdatum unbekannt
- Richard Edwards, englischer Komponist und Bühnenautor († 1566)
- Johann Spreng, Augsburger Meistersinger und Mitglied der dortigen Sängerschule († 1601)

### Geboren um 1524
- Girolamo Parabosco, italienischer Autor, Komponist, Organist und Dichter († 1557)

## Gestorben
- 31. Juli: Sebastiano Festa, italienischer Komponist (* unbekannt)